# 新视线
《新视线》（The Outlook Magazine）是现代传播旗下的一本文化类杂志。2002年在上海创刊，杂志创作团队来自香港，创刊主编为于文辉（Lawrence Yu）。《新视线》杂志最初定位为高级男性杂志，旨在开创本土成功高档男性杂志的先河。在短短两年时间内，《新视线》已建立了在中国男性杂志类的独特地位，成为同类杂志之中的高品位标准。它是读者追求生活上各范畴的崭新角度知识和深度内容的每月必读。2008年7月，杂志改版，主编及总监为从意大利回国的创作组合彭与陈（Peng&Chen，彭杨军Peng Yangjun、陈皎皎Chen Jiaojiao）。
《新视线》曾多次被亚洲出版协会评为最佳设计杂志。。2009年，《新视线》杂志被《Wallpaper》评为“最具型格的中国杂志”。
2009年12月17日，《新视线》第88期（2009年8月号）专题“当危机遇见创意”获“欧莱雅风尚媒体大奖·专题奖”（杂志类）。
2016年8月3日，《新视线》创意总监彭杨军确认，杂志将在近期刊发最末一期后停刊。

## 链接
- 新视线官方网站
- issue.com在线浏览 （页面存档备份，存于）